# Maurice Perrin (évêque)
Pour les articles homonymes, voir Maurice Perrin (homonymie) et Perrin.
Maurice Perrin, de son nom complet Paul Marie Maurice Perrin, né le 30 juin 1904 à Grenoble (Isère) et mort le 3 octobre 1994 à La Tronche, est un ecclésiastique français, archevêque de Carthage et primat d'Afrique de 1953 à 1965. Présent lors de la fin du protectorat français de Tunisie, il a la lourde tâche de devoir gérer le départ des populations chrétiennes du pays jusqu'à la signature du modus vivendi entre le gouvernement tunisien et le Vatican en 1964 qui acte la fermeture de la quasi-totalité des lieux de culte chrétiens.

## Formation
Maurice Perrin naît à Grenoble le 30 juin 1904. Venu très jeune en Tunisie, il commence ses études au collège Sainte-Marie avant de rejoindre l'Institut Notre-Dame de Grenoble puis le collège des pères jésuites à Beyrouth. Il continue ses études à l'École nationale supérieure des mines de Saint-Étienne, d'où il sort ingénieur en 1927 avant de commencer à travailler dans les mines du Nord.
En 1930, il abandonne sa carrière d'ingénieur et entre au grand séminaire de Mutuelleville. Ordonné prêtre en 1936, il est nommé vicaire à la cathédrale Saint-Vincent-de-Paul de Tunis avant de devenir secrétaire de l'archevêché en 1940 et aumônier au lycée Carnot. En août 1953, il est nommé curé de Sfax puis vicaire général.

## Archevêque coadjuteur de Carthage
La santé déclinante de l'archevêque de Carthage, Mgr Charles-Albert Gounot ainsi que les polémiques sur son soutien au résident général de France en Tunisie Jean-Pierre Esteva entre 1940 et 1943 incitent le pape Pie XII à nommer l'abbé Perrin comme archevêque coadjuteur le 7 juin 1947. Nommé le même jour comme évêque d'Utique (de), il en reçoit la consécration le 28 octobre suivant dans la cathédrale de Tunis par Charles-Albert Gounot avec comme co-consécrateurs Louis-Marie-Joseph Durrieu et Léon-Étienne Duval.
La nouvelle carrière de l'archevêque commence mal puisqu'il est pris à partie à Sfax en août 1947. La ville est alors la proie d'affrontements violents entre les forces de l'ordre et les ouvriers grévistes de la Compagnie des phosphates et des chemins de fer de Gafsa. Le prélat est agressé alors qu'il circule à vélo et roué de coups de bâtons.
Les ennuis de santé de Mgr Gounot l'amènent à déléguer l'essentiel de ses charges à celui qui doit lui succéder. Il sillonne le pays pour honorer de sa présence les cérémonies religieuses des communautés chrétiennes du pays et bénir les églises nouvellement construites. De même, c'est lui qui est chargé d'accueillir le 25 mars 1950 le nonce apostolique en France, Angelo Roncalli, futur pape Jean XXIII.
Le 20 juin 1953, Mgr Gounot meurt. Mgr Perrin est installé comme archevêque de Carthage et primat d'Afrique le 29 octobre de la même année.

## Dernières années du protectorat
La situation dans le pays est explosive. En pleine lutte pour l'indépendance du pays, les Tunisiens font face à une violente répression armée à laquelle ils répliquent par des attentats.

Le 29 mars 1954, l'abbé Costa, curé de l'église de l'Immaculée-Conception de Kairouan, est assassiné dans son église. Le 6 juin, jour de la Pentecôte, Mgr Perrin appelle à l'arrêt des hostilités : 
« Nous sommes 3 500 000 à vivre sur cette terre tunisienne. Comme l'enfant du pays, je pense que les diverses communautés ethniques et religieuses, ainsi que les différentes classes sociales, peuvent et doivent vivre en paix et en amitié sur cette terre que nous aimons. Les deux grands biens de la société sont la justice et la charité. Un des dangers de la période de troubles que nous traversons est la haine. Disciples du Christ qui nous a dit « Aimez vous les uns les autres comme je vous ai aimés », nous saurons le suivre. Laissons aux magistrats qualifiés le soin de juger avec impartialité et objectivité. »

Le 31 juillet, Pierre Mendès France annonce que la France reconnaît l'autonomie interne de la Tunisie alors que l'Algérie plonge à son tour dans la violence dès le 1er novembre 1954. Bien qu'ils apprécient le calme retrouvé, les Européens sont inquiets en apprenant la teneur des accords d'autodétermination signés le 22 avril 1955. Dans une lettre pastorale datée du 4 mai, l'archevêque traduit les sentiments de ses paroissiens : 
« Les derniers évènements ont provoqué chez vous des réactions très diverses, pour ne pas dire opposées. Un certain nombre sont inquiets de l'avenir et le jugent compromis. Que deviendront-ils, ainsi que leurs enfants sur cette terre qu'ils ont contribué à féconder par leur travail ? D'autres s'étonnent qu'on ait engagé leur avenir sans qu'ils aient eu les moyens de se faire entendre. D'autres encore, profondément troublés dans leur conscience, se demandent anxieusement quel est leur devoir en songeant à ceux qui les ont précédés sur cette terre. Croyez, mes bien chers frères, que je comprends les sentiments que je viens d'analyser et que je souffre de vous savoir souffrir. »
La Tunisie obtient son indépendance le 20 mars 1956.

## Première années de l'indépendance
La « tunisification » entraîne le départ de nombreux fonctionnaires français. Beaucoup d'autres Européens chrétiens quittent le pays, inquiets pour leur avenir, d'autant que certains gestes symboliques traduisent le nouveau rapport de forces qui s'est installé. Dès le 8 mai 1956, la statue du cardinal Lavigerie qui trônait à l'entrée de la médina de Tunis est déboulonnée. Jugée provocatrice par les musulmans tunisiens depuis son installation en 1930, elle est transférée dans les bâtiments de l'évêché à Carthage. Le 27 juin, à la demande des syndicats tunisiens, les religieuses qui soignaient les malades à l'hôpital italien depuis 1910 sont renvoyées pour laisser la place à des Tunisiens.
Tous les moyens sont bons pour inciter les populations européennes à quitter le pays. De nombreuses licences de transport et de fonds de commerce leur sont retirées, l'insécurité à la frontière algérienne est utilisée pour expulser les colons européens qui y vivent, à partir du 8 mai 1957, pendant que d'autres se voient privés de leurs terres pour cause d'irrigation ou de doute sur les titres de propriété. La tragédie du bombardement de Sakiet Sidi Youssef le 8 février 1958 entraîne la fermeture de toutes les bases militaires françaises à l'exception de celle de Bizerte.
Dans ce contexte de diminution rapide de la population européenne, la présence visible des pratiques chrétiennes est remise en cause. Dès 1959, les processions religieuses font l'objet d'une autorisation administrative qui est refusée à celle qui devait se tenir le 15 août à Tunis. Le 28 août, les prêtres de l'église de Kairouan sont expulsés et tous les biens immobiliers saisis. La même année, c'est le prêtre de Kalaat Es-Senam qui se voit ordonner de remettre les clés de l'église.
À la suite de la crise de Bizerte en juillet 1961, ce sont encore plusieurs milliers de Français qui quittent le pays. La ville de Ferryville, qui comptait 14 000 chrétiens, n'en a plus que 800 quelques mois après. Les institutions chrétiennes ferment les unes après les autres, faute de fidèles et d'élèves dans les écoles ou faute d'agrément administratif comme le Secours catholique interdit en 1961.
Cette disparition de la communauté chrétienne trouve son épilogue dans la signature en 1964 d'un accord bilatéral, le modus vivendi, entre le gouvernement tunisien et le Vatican au bout de cinq ans de négociations.

## Signature dumodus vivendi
Le 19 juin 1959, la rencontre à Rome entre le pape Jean XXIII et le président de la République tunisienne Habib Bourguiba convainc ce dernier que des négociations bilatérales sont nécessaires pour régler le sort de l'Église catholique en Tunisie. Dès le 5 juillet, Mongi Slim est au Vatican pour entamer les entretiens en présence de Mgr Perrin. Une nouvelle visite du président Bourguiba en septembre 1962 entérine l'ouverture officielle des négociations à partir du 16 février 1963.
Une première phase a lieu du 13 avril au 15 avril entre Taïeb Sahbani, secrétaire d'État aux Affaires étrangères, et Mgr Luigi Poggi. Après le décès de Jean XXIII, une deuxième phase se déroule du 10 au 14 septembre et du 23 au 27 septembre. La troisième phase est ouverte le 19 mai 1964 et, le 27 juin, c'est la signature à Tunis et au Vatican. Le texte paraît au Journal officiel de la République tunisienne le 24 juillet. Cet accord prévoit la cession à l'État tunisien à titre gratuit et définitif des 107 lieux de culte à l'exception de ceux mentionnés en annexe de l'accord (cathédrale et église Sainte-Jeanne-d'Arc de Tunis, église de La Goulette, églises de Grombalia et de Sousse) avec « l'assurance qu'ils ne seront utilisés qu'à des fins d'intérêt public compatibles avec leur ancienne destination ». L'idée directrice est de faire disparaître l'aspect extérieur et visible de l'église et d'entrer en possession de tout ce qui peut être utilisé. L'un des négociateurs romains affirmera que les négociations pour ce modus vivendi furent plus difficiles que celles menées avec des pays de l'Est européen, alors imprégnés de communisme.

La nouvelle anéantit les derniers membres de la communauté chrétienne. Le 19 juillet, Mgr Perrin s'adresse à eux dans une lettre publiée dans l'Écho de la prélature : 
« Beaucoup sont atterrés à la pensée de perdre l'église de leur baptême, de leur mariage, de la sépulture d'êtres qui leur étaient chers. Je puis vous dire, mes bien chers frères, que ma souffrance rejoint votre souffrance et que je prie plus intensément pour vous pendant ces semaines douloureuses et en particulier pour ceux qui en sont frappés […] Ne vous renfermez pas sur vous-mêmes, dans votre souffrance, dans le cercle étroit de vos parents et de vos amis, en vous désintéressant des chrétiens ou des hommes qui vivent autour de vous sur la terre de Tunisie. Ce serait une vraie tentation qui rendrait stérile pour vous et pour les autres la douleur qui vous étreint. Notre Seigneur Jésus-Christ qui est mort pour nous, nous a montré à quel point les épreuves peuvent être riches de grâces et d'amour […] Nous sentions, dans nos relations avec nos connaissances et nos amis musulmans que le statut de l'Église en Tunisie devait être établi sur de nouvelles bases, en raison du fait de l'indépendance et du départ massif des catholiques. De cela résultait, chez les Tunisiens, une certaine suspicion envers nous et le désir de voir régler cette situation dans une discussion libre avec l'Église. Le modus vivendi est la convention librement acceptée qui vient répondre à ce sentiment. »
Le titre d'archevêque de Carthage et de primat d'Afrique est supprimé. Mgr Perrin devient simple prélat de Tunisie et reçoit le titre honorifique d'archevêque titulaire de Nova le 9 juillet 1964. Abattu, il démissionne le 9 janvier 1965.

## Après la Tunisie
Après Tunis, il part pour Bagdad où il est nommé archevêque de la ville et délégué apostolique en Irak (en) le 2 août 1965. Ensuite, il est envoyé comme pro-nonce apostolique en Éthiopie (en) avec le titre d'archevêque titulaire de Gurza. Il y reste jusqu'à sa démission le 15 novembre 1972. Il se retire alors en Savoie où il meurt le 3 octobre 1994. Il est inhumé au cimetière Saint-Roch de Grenoble.

## Succession apostolique
Maurice Perrin a ordonné les évêques suivants :
- Archevêque André Collini (1962).